# تيري هاردي
تيري هاردي (بالإنجليزية: Terry Hardy)‏ هو لاعب كرة قدم أمريكية أمريكي، ولد في 31 مايو 1976 في مونتغومري في الولايات المتحدة.

## وصلات خارجية
- تيري هاردي على موقع مرجع كرة القدم المحترفة.كوم (الإنجليزية)